# Xenodaeria angustiproceria
Xenodaeria angustiproceria är en loppart som beskrevs av Wu Hou-yong, Guo Tian-yu et Liu Quan 1996. Xenodaeria angustiproceria ingår i släktet Xenodaeria och familjen mullvadsloppor. Inga underarter finns listade i Catalogue of Life.